# سینما مگا سی‌ژآر تورسی

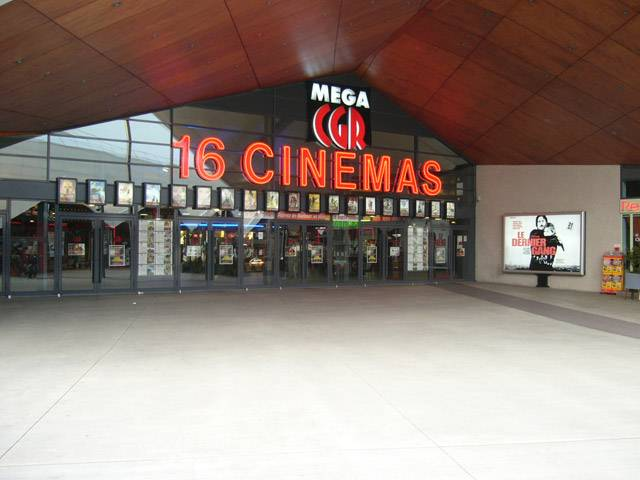
ورودی سینما

سینما مگا سی‌ژآر تورسی یک پردیس سینمایی در شهر تورسی، فرانسه است.
این سینما که متعلق به گروه سینماهای سی‌ژآر است در ۲۴ نوامبر ۲۰۰۴ تأسیس شده و دارای ۱۶ سالن سینما می‌باشد. این پردیس سینمایی قابلیت پخش فیلم سه‌بعدی را نیز دارا می‌باشد.

## سالن‌ها
| سالن | ظرفیت |
| ---- | ----- |
| ۱    | ۶۷۰   |
| ۲    | ۳۹۰   |
| ۳    | ۱۴۷   |
| ۴    | ۳۸۰   |
| ۵    | ۲۴۰   |
| ۶    | ۸۰    |
| ۷    | ۹۴    |
| ۸    | ۹۰    |
| ۹    | ۹۴    |
| ۱۰   | ۲۰۰   |
| ۱۱   | ۹۴    |
| ۱۲   | ۹۴    |
| ۱۳   | ۸۳    |
| ۱۴   | ۹۴    |
| ۱۵   | ۹۷    |
| ۱۶   | ۹۸    |